# Anna Montelius
Anna Katarina Montelius, född 2 november 1859 i Uddevalla församling, Göteborgs och Bohus län, död 8 december 1948 i Danderyds församling, Stockholms län, var en svensk ämneslärare och rösträttsaktivist.
Anna Montelius utexaminerades 1880 från Högre lärarinneseminariet i Stockholm. Hon var verksam i kampanjen för införandet av kvinnlig rösträtt i Sverige och ordförande för Föreningen för kvinnans politiska rösträtt i Trelleborg  1912–1919. Montelius var den första kvinnan att väljas in i Trelleborgs stadsfullmäktige 1912 och var ledamot av fullmäktige 1913–1916. Hon representerade frisinnade partiet. Anna Montelius är begravd på Norra begravningsplatsen utanför Stockholm.